# دوبال‌میوه زانوخمیده
دوبال‌میوه زانوخمیده (نام علمی: Dipterocarpus geniculatus) نام یک گونه از سرده دوبال‌میوه‌ها است.